# Agent USA
Agent USA je počítačová hra z roku 1984, jejímž cílem bylo naučit hráče zábavnou formou geografii Spojených států amerických. Hráč cestuje osobními a vysokorychlostními vlaky po USA a snaží se nalézt „Fuzzbomb“, která paralyzuje myšlení obyvatel. Hráč uzdravuje zasažené obyvatele pomocí krystalů, které v závěru hry využije k zneškodnění „Fuzzbomb“.
Na hru vyšla kladná recenze v časopisu Electronic Games, podle kterého byla nejlepší vzdělávací hrou roku 1984.